# Křídla
Křídla är en ort i Tjeckien.   Den ligger i regionen Vysočina, i den centrala delen av landet, 140 km sydost om huvudstaden Prag. Křídla ligger 589 meter över havet och antalet invånare är 288.
Terrängen runt Křídla är lite kuperad, och sluttar söderut. Runt Křídla är det ganska tätbefolkat, med 65 invånare per kvadratkilometer. Närmaste större samhälle är Nové Město na Moravě, 5,1 km nordväst om Křídla. Trakten runt Křídla består till största delen av jordbruksmark.